# تومي روبرتس (لاعب كرة قدم)
تومي روبرتس (بالإنجليزية: Tommy Roberts)‏ (29 نوفمبر 1895 في المملكة المتحدة - 13 أكتوبر 1965) هو لاعب كرة قدم بريطاني (وحمل سابقاً جنسية المملكة المتحدة لبريطانيا العظمى وأيرلندا) في مركز الهجوم. شارك مع منتخب إنجلترا لكرة القدم. أما مع النوادي، فقد لعب مع بريستون نورث إيند وتوتنهام هوتسبير وليستر سيتي ونادي بيرنلي ونادي تشورلي.

## وصلات خارجية
- تومي روبرتس على موقع ناشيونال فوتبول تيمز (الإنجليزية)